# Tetraloniella snizeki
Tetraloniella snizeki är en biart som först beskrevs av Borek Tkalcu 2003.  Tetraloniella snizeki ingår i släktet Tetraloniella och familjen långtungebin. Inga underarter finns listade i Catalogue of Life.